# إخلاء آيوالق
إخلاء آيوالق في مايو 1917 كان جزءً من سياسات الإبادة الجماعية للحكومة العثمانية. ترحل سكان مدينة آيوالق ذات الأغلبية اليونانية والتي تسكنها أغلبية من اليونانيين في الإمبراطورية العثمانية (في تركيا الحديثة) على الساحل الشرقي لبحر إيجة قسرًا إلى المناطق النائية من الأناضول من قبل السلطات العثمانية. نُظمت عملية الترحيل من قبل الجنرال الألماني والمستشار العسكري للدولة العثمانية، أوتو ليمان فون ساندرز، وقد شملت مسيرات الموت وعمليات نهب وتعذيب ومجزرة ضد السكان المدنيين المحليين.
بدأ الاضطهاد ضد سكان مستوطنة آيوالق ذات الأغلبية اليونانية في الساحل الشرقي لبحر إيجة في عام 1910. وفي عام 1917، وخلال الحرب العالمية الأولى كان ينظر إلى السكان من الإثنية اليونانية في الدولة العثمانية على أنهم تهديد داخلي حيث تواصلت تنفيذ سياسات الإبادة الجماعيومع أن اليونان القريبة كانت لا تزال دولة محايدة.

## الخلفية

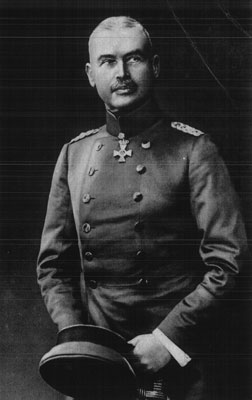
المستشار الألماني العام والعسكري للدولة العثمانية أوتو ليمان فون ساندرز

تعرض سكان مدينة آيوالق ذات الأغلبية العرقية اليونانية للاضطهاد الذي ترعاه الدولة بالفعل منذ عام 1910. بدأت السياسات المعادية لليونان بمقاطعة الشركات المملوكة لليونانيين؛ وضعت لافتات مناهضة لليونانيين في عدة أماكنعامة في المدينة وتم حشد الرجال للصراخ في شوارع آيوالق من أجل ترويع السكان غير المسلمين. تعرض السكان المحليون للمضايقة في الريف من قبل مجموعات غير نظامية وحظرت زراعة حقولهم.
اشتد الاضطهاد في عام 1914، عندما فقد حوالي 154 ألف من أصل يوناني يعيشون في الجزء الغربي من الدولة العثمانية منازلهم. ومع اندلاع الحرب العالمية الأولى ومشاركة الدولة العثمانية على جانب قوى المركز، صار الاضطهاد ضد العنصر اليوناني المحلي أكثر عنفًا ومنهجية وأثر على منطقة أكثر شمولًا، بما في ذلك أيضًا بنطس في شمال الأناضول. لقد شملت هذه السياسات مصادرة الممتلكات، وكذلك إنشاء كتائب عمل قسري لجميع الذكور اليونانيين.
في هذه الأثناء، تدفق اللاجئون اليونانيون من منطقتي برغاما وإدرميت إلى آيوالق القريبة، التي كانت في ذلك الوقت بلدة يبلغ عدد سكانها حوالي 30 ألف نسمة وبأغلبية يونانية 98.5%. سعت السلطات العثمانية إلى إضعاف العنصر اليوناني في آيوالق بمصادرة الممتلكات اليونانية وتنفيذ هجمات من قبل مسلمين غير نظاميين في الضواحي. حدثت الموجة الأولى من ترحيل بعض سكان آيوالق في عام 1914 وتبعتها الثانية في يوليو 1915.

## الإخلاء
وفقًا لتقرير صادر عن الجنرال الألماني والمستشار العسكري للدولة العثمانية أوتو ليمان فون ساندرز، فإن الطرد الفوري الكامل لليونانيين من آيوالق كان ضرورة عسكرية؛ وإلا فإنه لا يستطيع ضمان أمن الجبهة العثمانية. وحالما زار آيوالق، تساءل فون ساندرز بصوت عال للمسؤولين العثمانيين:
 ومع وجود بعض الأدلة على أن أفراد معينين كانوا يتجسسون لصالح الوفاق الثلاثي، فقد تقرر ترحيل المجتمع بأكمله. صدر أمر الإخلاء في 14 مارس 1917. وفقًا للقادة العسكريين العثمانيين فقد أعطى ساندرز الأمر. تم نفي جميع سكان اليونان من آيوالق الذين تتراوح أعمارهم بين 12 و80 إلى الأناضول الداخلية.
تم تنظيم العملية بواسطة أوتو ليمان فون ساندرز. ومع أن ساندرز ادعى أنه حاول إبقاء العملية تحت السيطرة، إلا أن العديد من الفظائع ارتكبت ضد السكان المدنيين المحليين منذ وقت مبكر. علاوةً على ذلك، صاحب عمليات الترحيل عمليات نهب وتدمير للكنائس والمدارس والمستشفيات والمساكن اليونانية في المنطقة وكذلك في بيرجاما وديكيلي القريبة. وفقًا للتقارير المعاصرة الصادرة عن الصحافة اليونانية فقد تم حشد عصابات من الفتيان المسلمين من خلال بتر أيدي الأطفال اليونانيين كعقاب بعد أن ألقى الأخيرون الحجارة على الجنود العثمانيين.

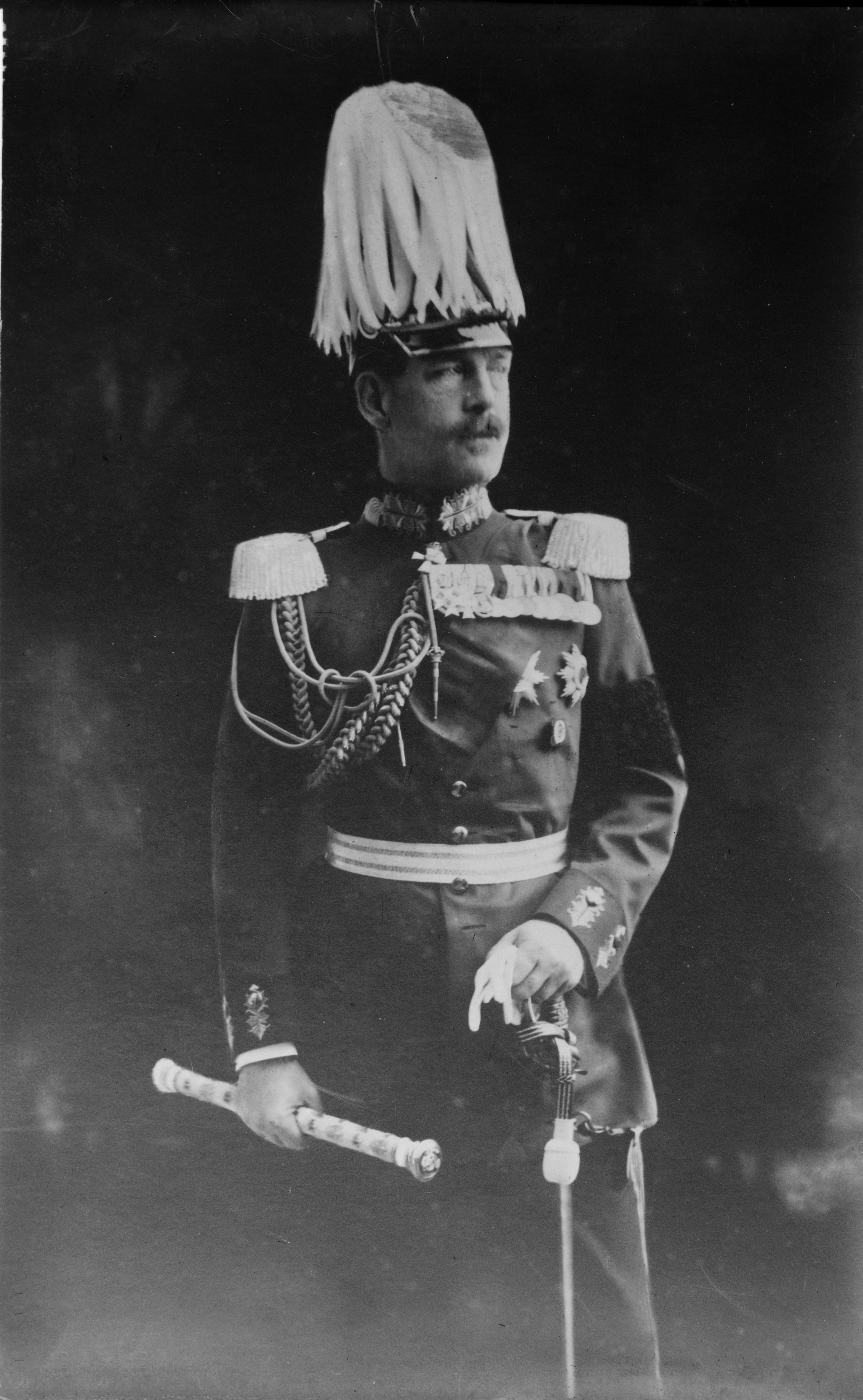
أصبح مستقبل ملك اليونان المؤيد لألمانيا قسطنطين غير مستقر في اليونان بسبب التورط الألماني في حادث آيوالق.

تم إخراج السكان قسرًا من منازلهم وضربهم ونقلهم إلى المستودعات العسكرية المحلية. تم إجبار النساء والأطفال على السير على الأقدام لما يقرب من 24 ساعة إلى أقرب محطة سكة حديد. وخلال الأسبوع التالي تم نقلهم إلى بورصة حيث تعرضوا للهجمات والقتل من قبل الغوغاء المسلمين والجماعات غير النظامية (باشبوزق). وعلاوةً على ذلك، تم نقل مئات المدنيين في مسيرات الموت إلى الأجزاء الداخلية من الأناضول. تم إطلاق النار على المرضى من قبل الجنود العثمانيين.

## العواقب
تختلف تقديرات عدد المرحلين: وفقًا لممثلي العثمانيين اليونانيين كانوا قرابة 23 ألف، في حين أن الحسابات الألمانية تقدر أنه قد تم ترحيل ما يقرب من 12 ألف إلى 20 ألف قسرًا من آيوالق. أصبح ترحيل هذا العدد الكبير موضوعًا رئيسيًا في جدول الأعمال الدبلوماسي الأوروبي والصحافة الغربية. لقد كانت القيصرية الألمانية تخشى أن تؤدي هذه العملية إلى دخول اليونان (التي كانت آنذاك دولة محايدة) إلى الحرب العالمية الأولى في جانب الحلفاء. وعلاوة على ذلك، كان للتورط الألماني في عملية آيوالق المعادية لليونان تأثيرًا سلبيًا على ملك اليونان المؤيد لألمانيا قسطنطين الأول الذي أصبح مستقبله في اليونان غير مستقر.
عاد نصف سكان آيوالق فقط خلال الأعوام 1919–1922 حين خضعت المنطقة مؤقتًا للسيطرة اليونانية كجزء من شروط معاهدة سيفر. وفي سبتمبر 1922، احتلت قوات الحركة الوطنية التركية آيوالق وتم إجلاء سكانها اليونانيين بالقوة. تم نقل ما مجموعه 3000 مواطن إلى الأناضول الداخلية كجزء من الكتائب العمالية وتمكن 23 منهم فقط من البقاء على قيد الحياة.